# ورم أرومي ملاطي
الورم الأرومي الملاطي أو الورم الأرومي الملاطي الحميد، هو ورم حميد يصيب
الملاط في الأسنان نادر الحدوث.
وهو مستمد من اللحمة المتوسطة من الأصل السني. حدوثه اقل من 0.69%- 8% بالنسبة
للأورام السنية الأخرى.

## الأعراض السريرية
الورم الأرومي الملاطي يحصل عادة للأشخاص في عمر أقل من 25 سنة، خاصة الذكور. ويؤثر عادة في الطواحين الدائمة السفلية أو الضواحك.
والسن المصاب يحتوي في العادة على لب حيوي. يتصل الورم بجذر السن ومن المحتمل أن يؤدي إلى امتصاص (ارتشاف
resorption ) الجذر، ويُمكن أن يؤثر في لب السن، فيكبر ببطء، ويؤدي إلى توسيع الصفائح القشرية، وهو عادة عديم الأعراض إلا بالنسبة للتضخم الناتج. هذا التضخم يؤثر في الحَرْف السِّنخي من الجانب الشدقي (buccal) والجانب اللساني. وهذا مرتبط مع انتشارالألم وتحرك السن، لكن مع بقاء السن حيويا.
وبما أن الورم الأرومي الملاطي هو ورم حميد، فهو يشكل كتلة ضخمة من نسيج يشبه الملاط وتكون الكتلة غير منتظمة أو مدورة متصلة بجذور السن، عادة يصيب الطاحونة الدائمة السفلية الأولى. إن الاضطرابات الفكيّة الأخرى والتي تتكون من نسيج يشبه الملاط صنفت الآن على أنها آفات العظام، أما بالنسبة للورم الأرومي الملاطي فقد تم استثناءه من هذا التصنيف ولا يزال يصنف على أنه ورم سني المنشأ بسبب ارتباطه الفريد بجذر السن.

## المظاهر السريرية والإشعاعية
الورم الأرومي الملاطي يظهر في التصوير الإشعاعي بشكل واضح، ويلاحظ من خلال كتلة ظليلة للأشعة، وخط طرفي شفيف
للأشعة، والكتلة تغطي وتمحو جذر السن، ويوصف بأن له شكل مدور أو sunburst. ويظهر عادة الامتصاص (resorption) الخارجي للجذر بشكل واضح في نقطة التقاء الورم مع الجذر.
فرط تكون الملاط الشديد والتهاب العظم المصلِّب البؤري المزمن هي آفات لها تشخيص مختلف عن الورم الأرومي الملاطي.

## نسجياً
تألفت الآفة من تَرابيق واسعة فيها ملاط خلوي بشكل متناثر. هذه الترابيق اندمجت مع مناطق الجزر الملاطية في سدى وعائية مع عدد من الأرومة الملاطية البارزة و عدد من الأرومة الملاطية متعددة النوى. أظهرت المنطقة المحيطة للورم أعمدة مشعة مميزة من الملاط تسير بشكل عمودي على سطح
الآفة.[5]

## علامات وأعراض
قد يكون المريض بدون أعراض في البداية. كما تزداد الحالة سوءا، فإنها قد تظهر عليهم أعراض مشابهة لوجع الاسنان القياسية، مثل آلام مملة في
موقع الكتلة.
ويمكن أن تشمل غيرها:
- ألم الفك أو تورم
- وجع الأذن
- دوخة بسيطة
- غثيان طفيف
- الحساسية

إذا استمرت الأعراض لأكثر من بضعة أيام، قم بزيارة أخصائي طب الأسنان على الفور. ومن المرجح أن يحيل المريض إلى جراح الفم لإجراء مشاورات أكثر تعمقا ومتابعة الرعاية طبيب الأسنان.

## العلاج
يكون العلاج بالاستئصال الجراحي للآفة (الورم)، ومن خلال الاعتماد على الظروف السريرية يتضمن ذلك إزالة السن أو عدم إزالته. ومع عدم إزالة السن بالكامل، من الشائع رجوع الورم، يؤيد بعض الجراحين الكشط (توسيع وكحت) بعد عملية الاستئصال للتقليل من المعدل الكلي لرجوع الورم.